# Tetraperone
Tetraperone là một chi thực vật có hoa trong họ Cúc (Asteraceae).

## Loài
Chi Tetraperone gồm các loài: